# Киреевское Второе
Кире́евское Второ́е — деревня в Козельском районе Калужской области. Входит в состав сельского поселения «Деревня Киреевское-Первое».

## География
Деревня находится на расстоянии примерно 18 км к юго-востоку от города Козельск, административного центра района.

### Часовой пояс
Деревня Киреевское Второе, как и вся Калужская область, находится в часовой зоне МСК (московское время). Смещение применяемого времени относительно UTC составляет +3:00.

## Население
| 2002 | 2010 |
| ---- | ---- |
| 319  | ↘294 |

## Улицы
В деревне имеются две улицы: Центральная и Школьная.